# Théorie de la justice
La Théorie de la justice est un ouvrage de philosophie politique et morale du philosophe  américain John Rawls (1921-2002). D'abord publié en  1971 (en anglais, sous le titre : A Theory of Justice, Harvard, HUP), il fut réédité en 1975 et 1999 ; une traduction française par Catherine Audard est parue en 1987, aux éditions du Seuil.
Dans ce livre, Rawls veut résoudre le problème de la justice distributive en critiquant l'utilitarisme, et en faisant appel aux positions de Kant et au contrat social. Il nomme la théorie qui en résulte Justice as Fairness, et en tire ses deux principes de base de la justice : le principe de liberté et le principe de différence.

## Objectif
Le premier but que veut atteindre Rawls dans son livre est d'offrir une alternative crédible à la doctrine utilitariste :

« Mon but est d’élaborer une théorie de la justice qui représente une solution de rechange à la pensée utilitariste en général et donc à toutes les versions différentes qui peuvent en exister. Je crois que la différence qui oppose la doctrine du contrat et l’utilitarisme demeure essentiellement la même dans tous les cas. [….] La question est de savoir si le fait d’imposer des désavantages à un petit nombre peut être compensé par une plus grande somme d’avantages dont jouiraient les autres ; ou si la justice nécessite une égale liberté pour tous et n’autorise que les inégalités socio-économiques qui sont dans l’intérêt de chacun »

— p. 49 et 59
Par ailleurs Rawls veut fournir une solution au problème de l'obligation politique, c'est-à-dire expliquer comment et dans quelles circonstances les citoyens sont obligés de respecter les lois, qui sont promulguées par l'État.
Rawls énonce ainsi ses deux premiers principes de justice :
1. « Premier principe : chaque personne doit avoir un droit égal au système total le plus étendu de libertés de base égales pour tous, compatible avec un même système pour tous ».
2. « Second principe : les inégalités économiques et sociales doivent être telles qu'elles soient : (a) au plus grand bénéfice des plus désavantagés et (b) attachées à des fonctions et des positions ouvertes à tous, conformément au principe de la juste égalité des chances. »[1].

D'après Rawls le premier principe affirme la « priorité de la liberté » ce qui « signifie que la liberté ne peut être limitée qu’au nom de la liberté elle-même ».

Le principe (2a) est appelé principe de différence. Ce principe implique de maximiser les biens premiers (pouvoirs et prérogatives attachées aux différentes fonctions et positions, le revenu et la richesse, et les bases sociales du respect de soi) des plus faibles. D'après Rawls : 

« [Le principe de différence] ne demande pas à la société d’essayer d’atténuer les handicaps, comme si tous devaient participer, sur une base équitable, à la même course dans la vie. Mais il conduirait à attribuer des ressources à l’éducation, par exemple, avec comme but d’améliorer les attentes à long terme des plus défavorisés. Si ce but est atteint en consacrant plus d’attention aux plus doués, cette inégalité est acceptable, sinon, non. »

— p. 131-132

Une autre modalité concrète du principe de différence auquel songe Rawls est l'impôt négatif, aussi défendu par Milton Friedman : 

« Le gouvernement garantit un minimum social soit sous la forme d’allocations familiales et d’assurances maladie et de chômage, soit, plus systématiquement, par un supplément de revenu échelonné (ce qu’on appelle un impôt négatif sur le revenu). »

— p. 316
Dans deux ouvrages ultérieurs, Libéralisme politique et La Justice comme équité, John Rawls reformule sa théorie de la justice et inverse notamment les principes (2a) et (2b). Il subordonne ainsi le principe de différence à l'égalité des chances,.

## «Position originelle»
Comme Hobbes, Locke, Rousseau et Kant, Rawls se situe dans la tradition du contrat social qu'il entend mener à un plus haut degré d'abstraction. Rawls développe ce qu'il prétend être des principes de la justice par la mise en place délibérée d'une fiction méthodologique qu'il appelle la « position originelle ». Dans cette position chaque participant décide des principes de justice derrière ce qu'il appelle un « voile d'ignorance ». Ce voile est destiné à leur cacher les faits sur eux-mêmes, comme leur situation sociale ou leur talent, qui pourraient obscurcir leur capacité d'arriver à un consensus.

« Personne ne connaît sa place dans la société, sa position de classe ou son statut social, non plus que personne ne connaît sa fortune dans la distribution des ressources naturelles et des capacités, son intelligence, sa force et autres choses similaires. Je vais même supposer que les parties ne connaissent pas leurs conceptions du bien ou de leurs penchants psychologiques particuliers. Les principes de justice sont choisis derrière un voile d'ignorance. »

Selon Rawls, l'ignorance de ces détails sur soi-même mènera à des principes qui seront justes pour tous. Si un individu ne sait pas quelles sont ses chances dans sa propre société, il est probable qu'il ne va pas accorder de privilèges à une classe quelconque d'individus, mais concevoir un système de justice qui traite chacun équitablement. Rawls affirme que placés dans « la situation originelle » tous adopteront une stratégie qui permettra de maximiser la position des individus les moins bien lotis, dite maximin ou minimax, et qui consiste à minimiser la perte possible tout en maximisant le gain potentiel.

« Ce sont les principes que les personnes rationnelles et libres désireuses de poursuivre leurs propres intérêts accepteraient dans une position initiale d'égalité comme définissant les principes fondamentaux des termes de leur association »

Il est important de garder à l'esprit que l'accord qui découle de la position originelle est à la fois hypothétique et anhistorique. Il est hypothétique en ce sens que les principes qui en découlent sont ce que les participants décideraient sous certaines conditions imaginaires, et non ce dont ils conviendraient effectivement dans la réalité en connaissant parfaitement leur situation. Rawls cherche à nous convaincre par des arguments que les principes de justice qu'il en tire sont en fait ceux dont nous conviendrions si nous étions dans la situation hypothétique de la position d'origine et qui leur donnent leurs poids moraux. Il est anhistorique en ce sens qu'il n'est pas supposé que l'accord ait jamais pu être effectivement conclu.
C'est grâce à ce voile d'ignorance que le législateur pourra déterminer les principes d'une société juste. La position originelle doit conduire le législateur, ignorant délibérément sa position réelle dans la société, à concevoir selon un principe de prudence une société où les principes de justice soient les moins défavorables aux plus désavantagés. Rawls affirme que les participants dans la position originelle adopteraient les deux principes décrits plus haut.

## Critiques
Anarchie, État et utopie de Robert Nozick (paru en 1974, soit seulement trois ans après la Théorie de la justice) est considéré comme la réponse libertarienne à l'ouvrage de John Rawls. Nozick enseignait d'ailleurs, à ses premières années à Harvard, la théorie de Rawls.
Pour Pierre Bourdieu, La Théorie de la justice de John Rawls tente de rationaliser à tort les lois qui sont par origine historiques et arbitraires, il écrit dans ses Méditations pascaliennes  :

« À l’origine, il n’y a que la coutume, c’est-à-dire l’arbitraire historique de l’institution historique qui se fait oublier comme telle en tentant de se fonder en raison mythique, avec les théories du contrat, véritables mythes d’origine des religions démocratiques (qui ont reçu récemment leur lustre de rationalité avec la Théorie de la justice de John Rawls), ou, plus banalement, en se naturalisant, et en obtenant ainsi une reconnaissance enracinée dans la méconnaissance : « Qu’est-ce que nos principes naturels sinon nos principes accoutumés ? […].» Rien n’est donc plus vain, en ces matières, que l’ambition de la raison qui prétend se fonder elle-même, en procédant par déduction rigoureuse à partir de « principes » : « […] Les philosophes ont bien plutôt prétendu d’y arriver, et c’est là où tous ont achoppé. »

Pour H. L. A. Hart, Rawls serait partisan d'un idéalisme dogmatique sur la démocratie américaine.
Stanley Cavell entreprend une critique du perfectionnisme selon Rawls dans Élitisme ? et notamment de l'idée d'un contrat qui lierait les participants sur des accords de principe plutôt que sur une conversation actuelle.